# Tim Bakens
Tim Bakens (nacido en el 2 de noviembre de 1982 en Groesbeek) es un futbolista neerlandés. Juega como back central para el St. Gallen de la Super Liga Suiza.

## Carrera
Bakens es un defensor central nacido en Groesbeek que debutó en el De Graafschap de la Eredivisie en la temporada 2001/2002. Luego jugó en los equipos RKC Waalwijk y FC Volendam también de Países Bajos. Pasó al Sparta Rotterdam en junio de 2009 En diciembre de 2009. Bakens dejó el Sparta luego de un problema acerca de la su forma de trabajo. En enero de 2010 firmó por el FC Volendam hasta el final de la temporada.

## Clubes
| Club             | País         | Año         |
| ---------------- | ------------ | ----------- |
| De Graafschap    | Países Bajos | 2001-2005   |
| RKC Waalwijk     | Países Bajos | 2005 - 2008 |
| FC Volendam      | Países Bajos | 2008-2009   |
| Sparta Rotterdam | Países Bajos | 2009        |
| FC Volendam      | Países Bajos | 2010        |
| St. Gallen       | Suiza        | 2010-       |